# 杜夫峰
杜夫峰（英語：Duff Peak）是南極洲的山峰，位於維多利亞地，處於休斯冰川源頭，屬於庫克里山的一部分，海拔高度1,945米，在1992年由美國南極名稱諮詢委員命名，現時由南極條約體系管理。